# Zeugophora chinensis
Zeugophora chinensis es una especie de coleóptero de la familia Megalopodidae.

## Distribución geográfica
Habita en Sichuan (China).